# 이스트라 (모스크바주)

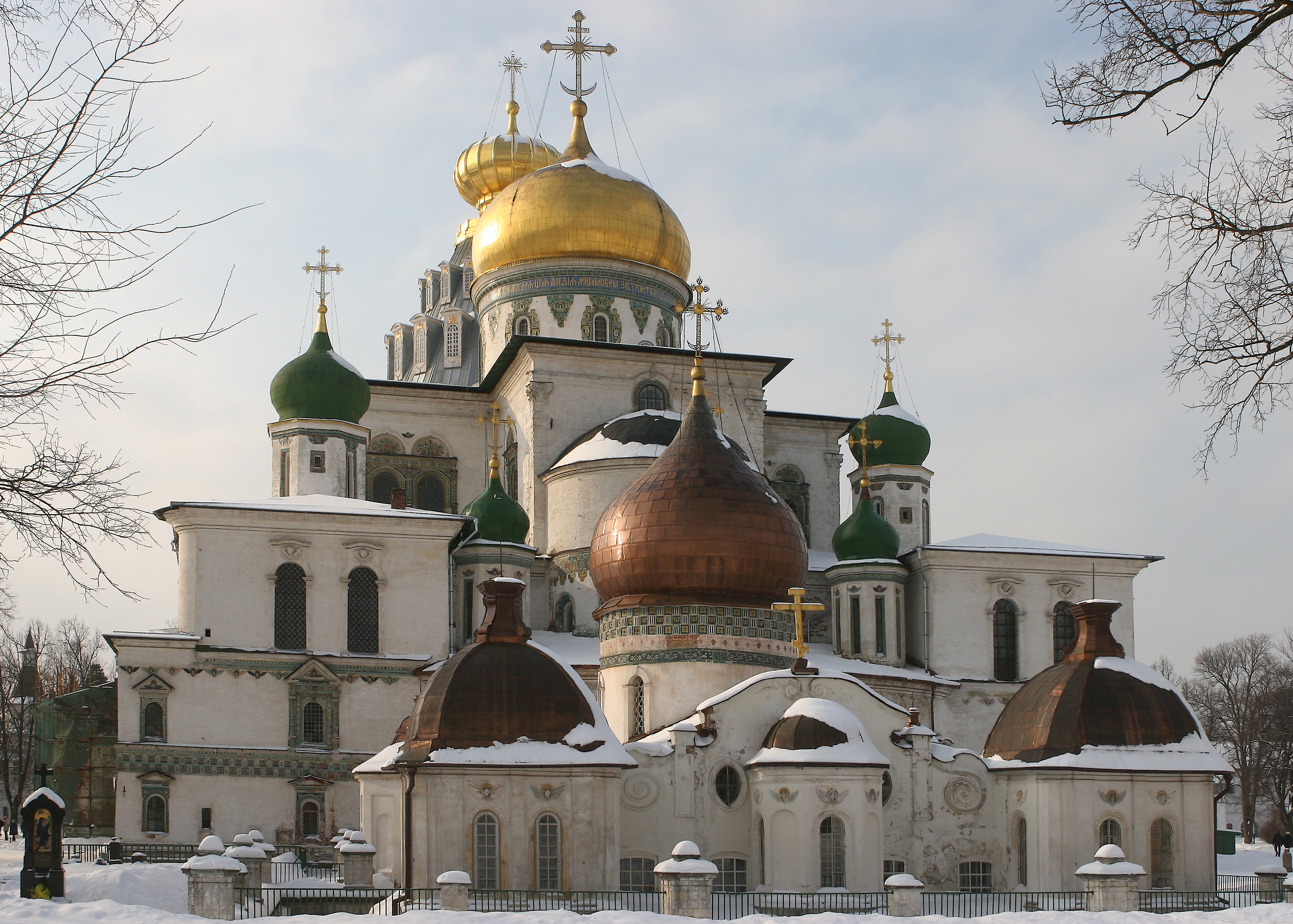

이스트라 (И́стра)는 모스크바주에 있는 도시이름이다.
16세기에 지어져서 이름은 보스크레센스크 (Воскресе́нск)였다. 1930년대부터 이스트라로 다시 불렸다.